# 原子力発電所警備対策官
原子力発電所警備対策官（げんしりょくはつでんしょけいびたいさくかん）は、海上保安庁に存在していた組織及び役職の一つ。新潟県柏崎市及び刈羽郡刈羽村にまたがる柏崎刈羽原子力発電所をテロ災害から守るために配備されていた、警備専門の対テロ作戦部隊である。原発警備対策官、原発警備対策部隊とも呼称される。
2005年に発足したが、2009年に解散した。

## 概要
海上保安庁は、臨海部の原子力発電所などの重要施設等へのテロを未然防止するため巡視船艇・航空機等による海上などからの警戒、警察との共同訓練及び毎日の情報交換を実施している。2001年9月11日のアメリカ同時多発テロ事件を受けてからは、その警備体制をさらに強化しつつあった。
2005年10月1日、海上保安庁は「原子力発電所のテロ対策・危機管理体制の強化を図る」「原子力発電所における海上警備を適切かつ効率的に実施する」ことを目的として、新潟県上越市の上越海上保安署（第九管区）に原子力発電所警備対策官を配置した。

## 編成
所属は上越海上保安署だが、実際には柏崎刈羽原子力発電所に直接所在していた。発電所内にある核燃料荷揚げ用の専用港内に所在しており、巡視船が運用できない悪天候時の対応や、小回りの利く警備の必要性から専門の対処部隊として必要になったとされる。
部隊は警備対策官18名と、小型高速警備艇1隻からなり、小型高速警備艇は港内の防波堤に新設された桟橋に配置されていた。同じ海上保安庁の特殊警備隊（SST）と同様に秘匿性が高く、装備する武器などは公表されていない。
運用していた小型高速警備艇は上越海上保安署に所属する警備取締艇「SSG-01 さじたりうす」で、警備対策官の配備開始と同じ2005年10月1日に竣工し、原発周辺の警備に就いていた。しかし2009年に関西国際空港海上保安航空基地（第五管区）へと配属替えとなり、同年3月31日に船種と船名も警備艇「GS-01 はやて」に変更、それ以降はもっぱら特殊警備隊（SST）の乗艇として用いられている。

## 他原子力関連施設における警備
原発警備対策官は、柏崎刈羽原子力発電所以外には配置されていない。
しかし、同様に日本海側かつ管内に原子力発電所の多い第八管区では原発テロ対策として、舞鶴ヘリポートを2億円かけて再整備し、エプロンを4倍に拡張して2機のヘリの待機を可能とし、さらに夜間運用を行うために照明設備等を設置して航空作戦能力を増強した。さらに2020年代には、同管区の敦賀海上保安部に初の大型巡視船としてくにがみ型巡視船2隻、また同管区の舞鶴海上保安部にも同型船1隻を配備している。島根原子力発電所でも海上保安庁のモーターボートが配備されていた。
また、警察でもサブマシンガンやライフル銃などを装備した「原発特別警備部隊」を全国の原子力発電所（柏崎刈羽原子力発電所も含む）に常駐させ、警備に充てている。

## 主要装備
- SSG-01 さじたりうす：警備取締艇。2009年3月31日に関西国際空港海上保安航空基地（第五管区海上保安本部）へ配属替え、船種は警備艇に変更、船名も「GS-01 はやて」に改められた。